# 平壤新聞
《平壤新聞》（：／），是朝鲜民主主义人民共和国的报纸。1957年6月1日由金日成创立。是朝鲜劳动党平壤市委机关报。有4版大开，日报。由平壤新闻社出版。每周6天出报。2005年1月1日实现互联网化。

## 來源
1. ↑  http://www.accessmylibrary.com/article-1G1-164613580/north-korea-week-no.html
2. ↑  http://www.dprk-tv.com/F1/080601/]（页面存档备份，存于）
3. ↑  http://www.accessmylibrary.com/coms2/summary_0286-19184148_ITM （页面存档备份，存于）